# Persone di nome William/Atleti

## A
- William Andelfinger, atleta e ginnasta statunitense (Saint Louis, n.1880 - Saint Louis, †1968)
- Willie Applegarth, atleta britannico (Guisborough, n.1890 - Schenectady, †1958)

## B
- William Berwald, atleta e ginnasta statunitense (Cleveland, n.1874 - Los Angeles, †1963)
- Emil Breitkreutz, atleta statunitense (Wausau, n.1883 - San Gabriel, †1972)

## C
- Ken Carpenter, atleta statunitense (Compton, n.1913 - Buena Park, †1984)
- Bill Carr, atleta statunitense (Pine Bluff, n.1909 - Tokyo, †1966)
- Henry Carr, ex atleta e giocatore di football americano statunitense (Montgomery, n.1942)
- Sabin Carr, atleta statunitense (Dubuque, n.1904 - Santa Barbara, †1983)
- Will Claye, atleta statunitense (Tucson, n.1991)
- William Coales, atleta britannico (Aldwincle, n.1886 - Sudbury, †1960)

## D
- Willie Davenport, atleta e bobbista statunitense (Troy, n.1943 - Chicago, †2002)
- Harrison Dillard, ex atleta statunitense (Cleveland, n.1923)

## E
- Earl Eby, atleta statunitense (Aurora, n.1894 - Pottstown, †1970)

## F
- William Friedrich, atleta e ginnasta statunitense
- William Frullani, atleta e bobbista italiano (Prato, n.1979)
- John Fuhrer, atleta e allenatore di football americano statunitense (La Harpe, n.1880 - Lincoln, †1972)
- Ivan Fuqua, atleta statunitense (Decatur, n.1909 - Raleigh, †1994)

## G
- William Garcia, atleta statunitense (Oakland, n.1877 - Oakland, †1951)
- John Grieb, atleta e ginnasta statunitense (Filadelfia, n.1879 - Filadelfia, †1939)

## H
- William Halpenny, atleta canadese (Isola del Principe Edoardo, n.1882 - Charlottetown, †1960)
- William Hamilton, atleta statunitense (n.1888)
- William Herzog, atleta e ginnasta statunitense
- William Hogenson, atleta statunitense (Chicago, n.1884 - Chicago, †1965)
- William Holland, atleta statunitense (Boston, n.1874 - Malden, †1930)
- William Horschke, atleta e ginnasta tedesco (Neu-Isenburg, n.1879 - Contea di Cook, †1956)
- Bill Hoyt, atleta statunitense (Glastonbury, n.1875 - Cambridge, †1954)
- DeHart Hubbard, atleta statunitense (Cincinnati, n.1903 - Cleveland, †1976)
- William Hunter, atleta statunitense (n.1884)

## K
- Billy Konchellah, ex atleta keniota (Provincia della Rift Valley, n.1961)
- William Kruppinger, atleta e ginnasta statunitense

## L
- William Fraser Lewis, atleta statunitense (Canandaigua, n.1876 - St. Petersburg, †1962)

## M
- William Merz, atleta e ginnasta statunitense (Red Bud, n.1878 - Overland, †1946)
- Bill Miller, ex atleta statunitense (Lawnside, n.1930)
- Bill Miller, atleta statunitense (Dodge City, n.1912 - Paradise Valley, †2008)
- Billy Mills, ex atleta statunitense (Pine Ridge, n.1938)
- William Moloney, atleta statunitense (Ottawa, n.1876 - Chicago, †1915)

## N
- Bill Nieder, ex atleta statunitense (Hempstead, n.1933)

## O
- Parry O'Brien, atleta statunitense (Santa Monica, n.1932 - Santa Clarita, †2007)

## P
- Charley Paddock, atleta statunitense (Gainesville, n.1900 - Sitka, †1943)
- William Porter, atleta statunitense (Jackson, n.1926 - Irvine, †2000)

## R
- William Procter Remington, atleta e vescovo statunitense (Filadelfia, n.1879 - La Jolla, †1963)

## S
- William Saward, atleta britannico (n.1858)
- Fred Schule, atleta statunitense (Preston, n.1879 - New York, †1962)
- William Sharman, atleta britannico (Lagos, n.1984)
- Billy Sherring, atleta canadese (Hamilton, n.1878 - Hamilton, †1964)

## T
- William Tanui, ex atleta keniota (Kemeloi, n.1964)
- Bill Toomey, ex atleta statunitense (Filadelfia, n.1939)
- William Traband, atleta e ginnasta statunitense
- William Tritschler, atleta e ginnasta statunitense (Saint Louis, n.1873 - †1939)

## V
- William Verner, atleta statunitense (Contea di Grundy, n.1883 - Pinckney, †1966)

## Y
- William Yiampoy, ex atleta keniota (n.1974)